# Carex tenax
Carex tenax là một loài thực vật có hoa trong họ Cói. Loài này được Chapm. ex Dewey mô tả khoa học đầu tiên năm 1855.